# Ливада
Вижте пояснителната страница за други значения на Ливада.
Лива̀да – земна площ покрита с многогодишна мезофитна (умерено влаголюбива) тревиста растителност. Ливадите са типични за умерения пояс на Северното полукълбо, но могат да се срещнат и в други климатични области. В зависимост дали тревното покритие е създадено от човека или не, биват изкуствени или естествени.
В селското стопанство, под ливада по-специално се разбира тревна площ предназначена за добив на сено. За целта, тя се оставя свободно да израстне и след това се коси – за разлика от пасищата, които директно се пасат от добитъка.

## Екология
Ливадите имат важно екологично значение, тъй като техните отворени, слънчеви райони са трайно местообитание за множество животни и растения, които не биха могли да виреят другаде. Ливадите осигуряват зони за ухажване, гнездене, събиране на храна и това ги прави ключови в много етапи от жизнения цикъл на животните. А за много земеровещи, и някои други животни, осигуряват също и подслон. Често ливадите са покрити от разнообразни диви цветя и това ги прави изключително важни за пчелите и други насекоми събиращи нектар.

## Употреба на думата в разговорния език
- В разговорния език е навлязло нарицателното „ливада“, което употребено по отношение на трето лице изразява съмнение в нивото на неговата подготовка в дадена област или зрелостта му като цяло. В подобен смисъл се употребява изразът „млад и зелен“.

- Друга употреба на думата „ливада“ е в израза „канадска ливада“, който се отнася до определен вид мъжка подстрижка, при която на темето косата е оставена по-дълга, често равно подстригана, постепенно подкъсена на тила, и остригана до кожа в долния край. Друго название на тази прическа е „висока немска подстрижка“.

## Други
На ливадите е наречена улица в квартал „Овча купел“ в София (Карта).